# Model digital de elevație (DEM)

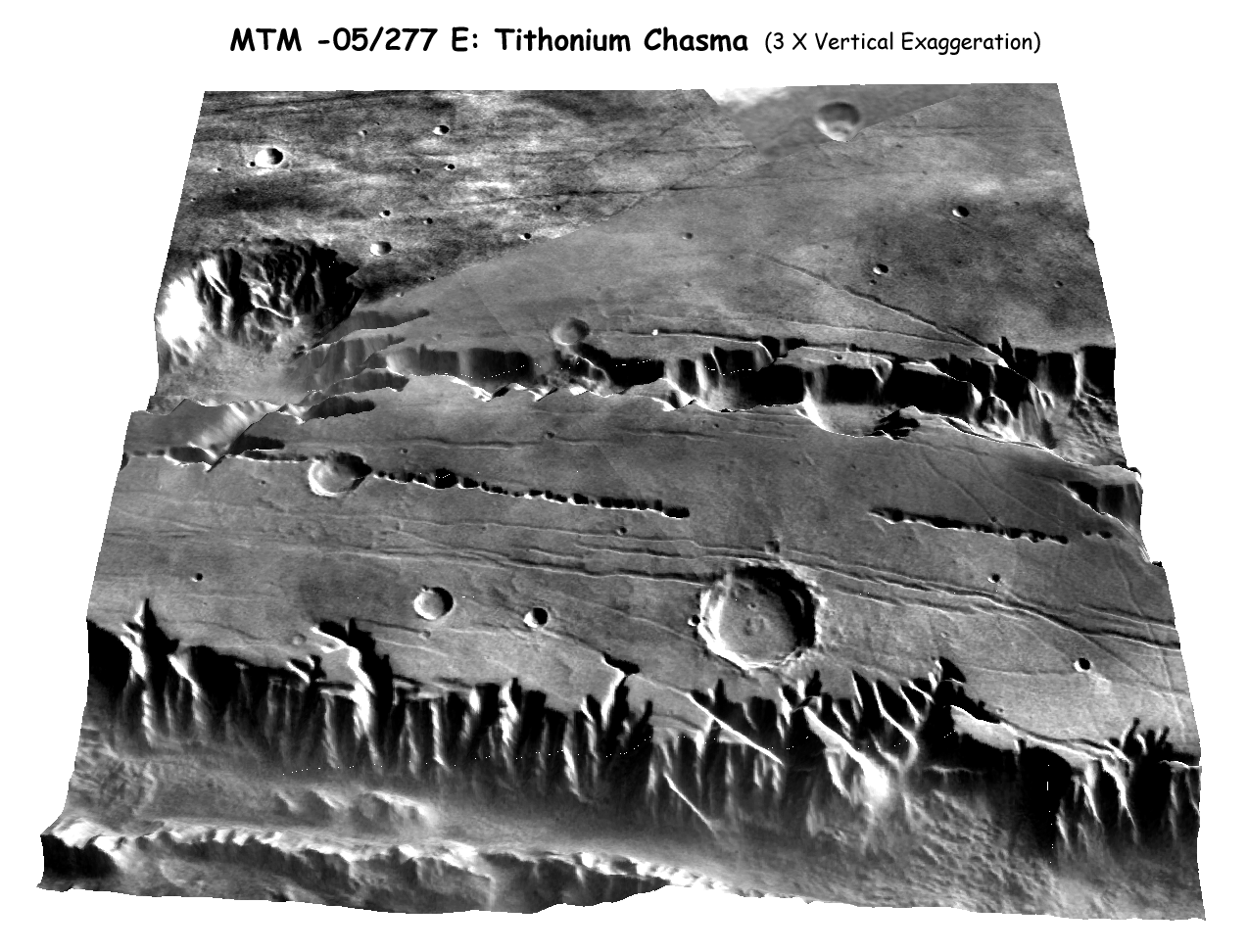
Redarea 3D a unui DEM a canionului Tithonium Chasma de pe Marte

Un model digital de elevație (în engleză Digital elevation model - DEM) este o reprezentare digitală 3D a suprafeței de teren - în mod obișnuit a unei planete (de ex. Pământ), Lună sau asteroid - creat din datele de altitudine ale unui teren. Un „DEM global” se referă la o rețea globală discretă. 
DEM-urile sunt folosite adesea în sistemele de informații geografice (GIS) și sunt cea mai comună bază pentru hărțile de relief produse digital. În timp ce un model digital de suprafață (DSM) poate fi util pentru modelarea peisajului, pentru modelarea localităților și pentru aplicații de vizualizare, un model digital de teren (DTM) este adesea necesar pentru modelarea inundațiilor sau a drenajului, studii privind utilizarea terenurilor,  aplicații geologice și alte aplicații,  și în știința planetară.

## Terminologie

Suprafețele reprezentate de un model digital de suprafață includ clădiri și alte obiecte (rosu). Modelele digitale de teren reprezintă terenul gol (albastru).

În literatura științifică nu există o utilizare universală a termenilor model digital de elevație (DEM), model digital al terenului (DTM) și model digital al suprafeței (DSM). În cele mai multe cazuri, termenul model digital de suprafață reprezintă suprafața pământului și include toate obiectele de pe ea. Spre deosebire de un DSM, modelul digital al terenului (DTM) reprezintă suprafața liberă a terenului fără obiecte precum plante și clădiri (vezi figura din dreapta).  
DEM este adesea folosit ca termen generic pentru DSM și DTM,  reprezentând doar informații despre înălțime, fără alte definiții despre suprafață.  Alte definiții egalizează termenii DEM și DTM,  egalizează termenii DEM și DSM,  definesc DEM ca un subset al DTM, care reprezintă și alte elemente morfologice,  sau definesc un DEM ca o grilă dreptunghiulară și un DTM ca model tridimensional (TIN).  Majoritatea furnizorilor de date (USGS, ERSDAC, CGIAR, Spot Image) folosesc termenul DEM ca termen generic pentru DSM și DTM. Toate seturile de date care sunt capturate cu ajutorul sateliților, avioanelor sau alte platforme zburătoare sunt inițial DSM-uri (cum ar fi SRTM sau ASTER GDEM ). Este posibil să se calculeze un DTM din seturi de date DSM de înaltă rezoluție cu algoritmi complecși (Li și colab., 2005). În cele ce urmează, termenul DEM este utilizat ca termen generic pentru DSM și DTM. 

## Tipuri

Hârtie cu elevatia a suprafeței Pământului (inclusiv apă și gheață), redată ca o proiecție echidistanta cilindrica, cu elevatia indicată ca valoare de gri pe 8 biți normalizată, unde valorile mai ușoare indică o ridicare mai mare

Un DEM poate fi reprezentat ca un raster (o grilă de pătrate, cunoscută și sub numele de harti elevatie atunci când reprezintă altitudinea) sau ca o rețea neregulată triunghiulară vectoriala (TIN). Setul de date TIN DEM mai este denumit DEM primar (măsurat), în timp ce DEM Raster este menționat ca un DEM secundar (calculat).  DEM ar putea fi achiziționat prin tehnici precum fotogrammetrie, lidar, IfSAR, topografie etc. (Li și colab., 2005). 
DEM-urile sunt construite în mod obișnuit folosind date colectate prin tehnici de teledetecție, dar pot fi construite și din măsurători topografice. 

### Redare

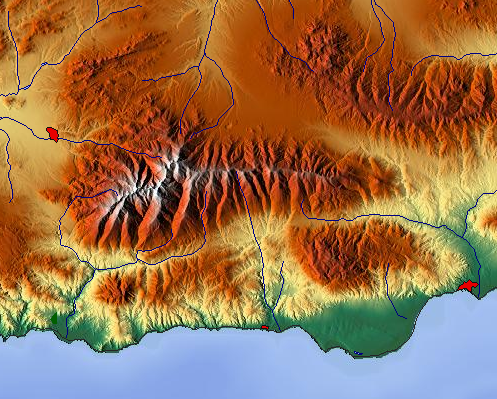
Harta reliefului din Sierra Nevada, care arată utilizarea atât a umbrelor cât și a culorii false ca instrumente de vizualizare pentru a indica înălțimea

Modelul digital în sine este alcătuit dintr-o matrice de numere, dar datele dintr-un DEM sunt adesea redate în formă vizuală pentru a le face pe înțelesul oamenilor. Această vizualizare poate fi sub forma unei hărți topografice conturate sau ar putea folosi umbrire și pseudo-culori pentru a reda ridicări sub formă de culori (de exemplu, folosind verde pentru cele mai mici înălțimi, nuanțe la roșu, cu alb pentru cea mai mare altitudine. ). 
Uneori, vizualizările sunt realizate și sub formă de vederi oblice, reconstruind o imagine vizuală sintetică a terenului, deoarece ar apărea cu ochiul în jos. În aceste vizualizări oblice, creșterile sunt uneori scalate folosind „exagerarea verticală” pentru a face diferențele subtile de altitudine mai vizibile.  Unii oameni de știință,  , cu toate acestea, se opun exagerării verticale deoarece înșelă privitorul cu privire la adevăratul peisaj. 

## Construcția modelelor
Cartografii pot pregăti modele digitale de elevație într-o serie de moduri, dar utilizează frecvent teledetecția, mai degrabă decât datele directe ale măsurătorilor topografice. 
Metodele mai vechi de generare a DEM-ului implică adesea interpolarea hărților cu curbe de nivel produsa prin măsurători topografice directe a suprafeței terenului. Această metodă este încă folosită în zonele montane, unde interferometria nu este întotdeauna satisfăcătoare. Rețineți că datele de curbelor de nivel sau orice alte seturi de date de altitudine eșantionate (prin GPS sau măsurători topografice) nu sunt format DEM, dar pot fi considerate modele digitale de teren. Un DEM presupune că cota este disponibilă continuu în fiecare locație din zona de studiu. 

### Cartografiere prin satelit
O tehnică puternică pentru generarea de modele digitale de înălțime este radarul cu diafragmă sintetică interferometrică în care două treceri ale unui satelit radar (cum ar fi RADARSAT-1 sau TerraSAR-X sau Cosmo SkyMed), sau o singură trecere dacă satelitul este echipat cu două antene (precum Instrumentare SRTM), colectați suficiente date pentru a genera o hartă digitală de ridicare zeci de kilometri pe o parte cu o rezoluție de aproximativ zece metri.  Alte tipuri de perechi stereoscopice pot fi folosite folosind metoda de corelare a imaginii digitale, unde două imagini optice sunt obținute cu unghiuri diferite luate din aceeași trecere a unui avion sau a unui satelit de observare a Pământului (cum ar fi instrumentul HRS al SPOT5 sau banda VNIR din ASTER ). 
Satelitul SPOT 1 (1986) a furnizat primele date de ridicare utilizabile pentru o porțiune considerabilă din suprafața planetei, folosind corelația stereoscopică cu două treceri. Ulterior, satelitele europene de teledetecție (ERS, 1991) au fost furnizate alte date folosind aceeași metodă, misiunea de topografie a radarului Shuttle (SRTM, 2000) folosind SAR cu un singur pas și Radiometrul termic avansat de emisie și reflecție spațială (ASTER, 2000) instrumentare pe satelitul Terra folosind perechi stereo cu dublu pas. 
Instrumentul HRS de pe SPOT 5 a achiziționat peste 100 de milioane de kilometri pătrați de perechi stereo. 

### Cartografiere planetară

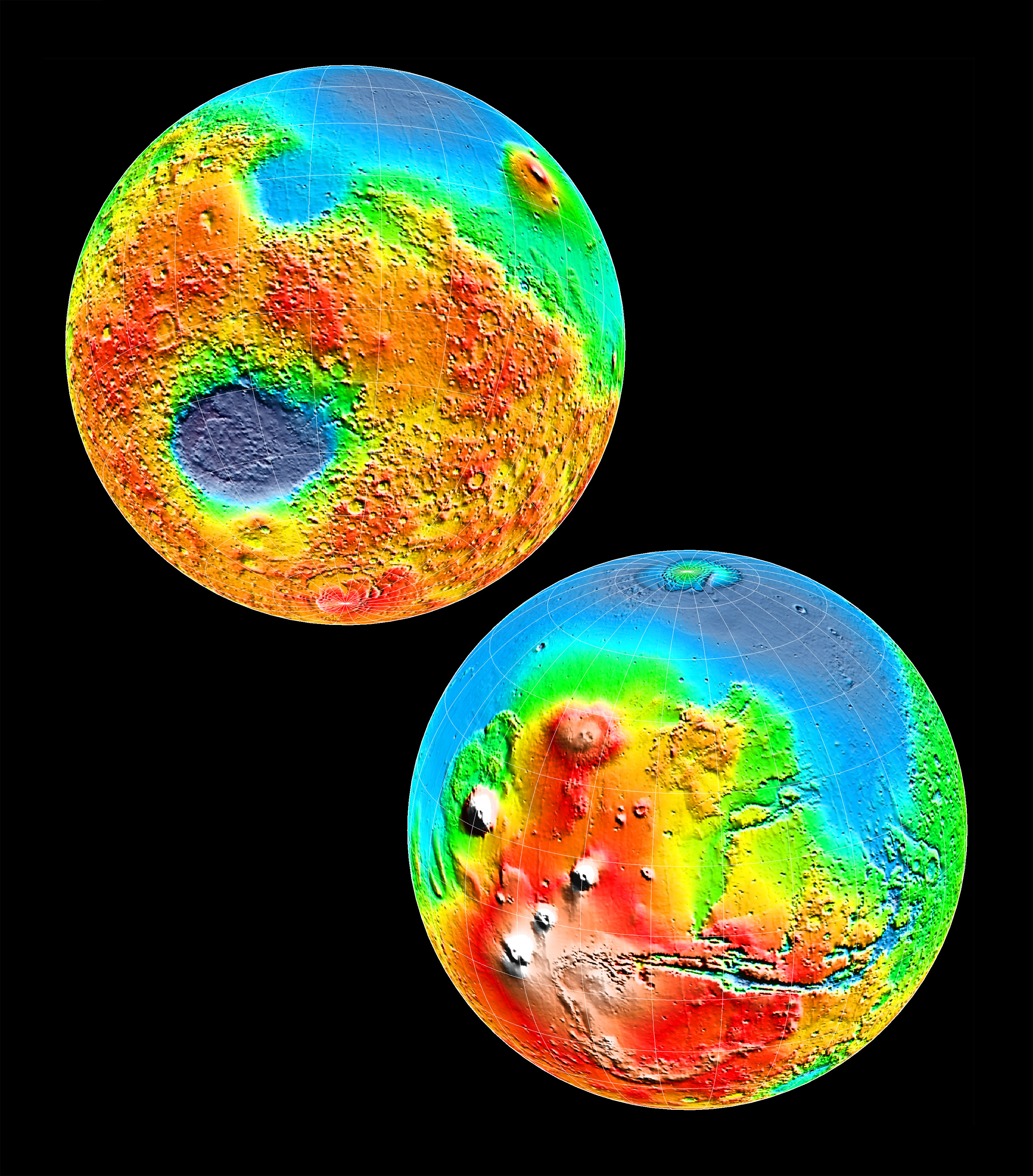
Model MOLA elevatie digitale care arată cele două emisfere ale Marte. Această imagine a apărut pe coperta revistei Science în mai 1999.

Un instrument valoros în știința planetară a fost utilizarea altimetriei orbitale utilizate pentru a realiza hărți digitale a altitudinii planetelor. Un instrument principal pentru aceasta este altimetria laser (LIDAR) . Hărțile planetare digitale a elevatiei realizate folosind altimetria cu laser includ cartografia Mars Orbiter Laser Altimeter (MOLA) din Marte,  Lunar Orbital Laser Altimeter (LOLA)  și Lunar Altimeter (LALT) Mapping of the Moon și Mercury Laser Cartografierea Altimetrului (MLA) a Mercur. 

### Metode pentru obținerea datelor de elevației utilizate pentru crearea DEM-urilor
- Lidar [20]
- Radar

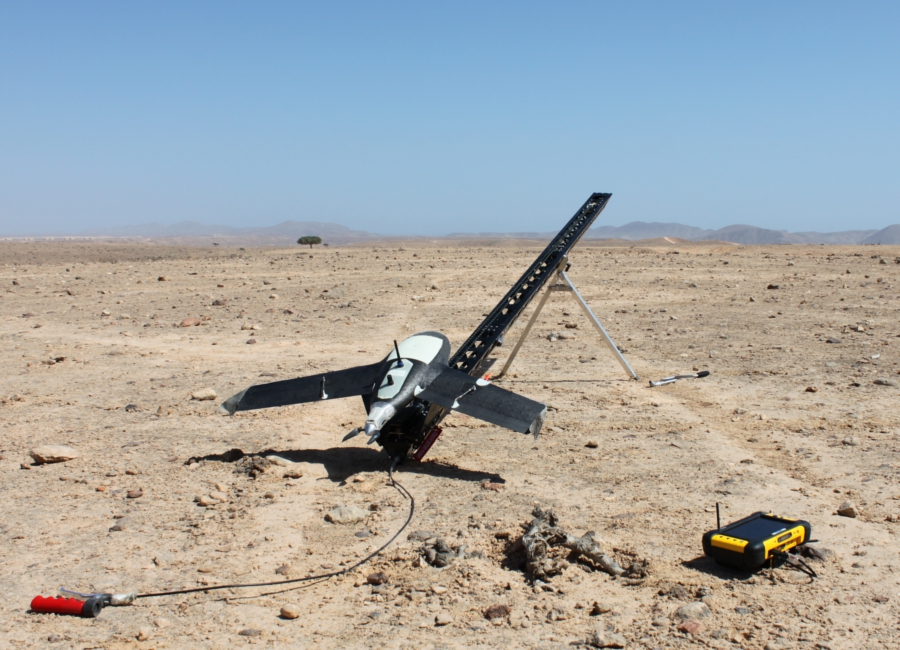
Vehicul aerian fără pilot Gatewing X100

- Fotogrammetrie stereo din masuratori aeriene
- Structura din mișcare / stereo multi-vedere aplicată fotografiei aeriene[21]
- Reglarea blocurilor din imagini optice satelitare
- Interferometrie de la datele radarului
- GPS RTK pozitionare cinematică în timp real
- Hărți topografice
- Teodolit sau stație totală
- Radar Doppler
- Variația focalizării
- Sondaje inerțiale
- Cercetarea și cartografierea dronelor

### Precizie
Calitatea unui DEM este dată de precizia altitudinii la fiecare pixel (precizie absolută) și cât de precis este morfologia prezentată (precizia relativă). Câțiva factori joacă un rol important în calitatea produselor derivate din DEM: 
- rugozitatea terenului;
- densitatea de prelevare (metoda de colectare a datelor);
- rezoluție grilă sau dimensiune pixel;
- algoritm de interpolare;
- rezoluție verticala;
- algoritm de analiză a terenului;
- Produsele 3D de referință includ măști de calitate care oferă informații despre litoral, lac, zăpadă, nori, corelație etc.

## Utilizări
Utilizările comune ale DEM includ: 

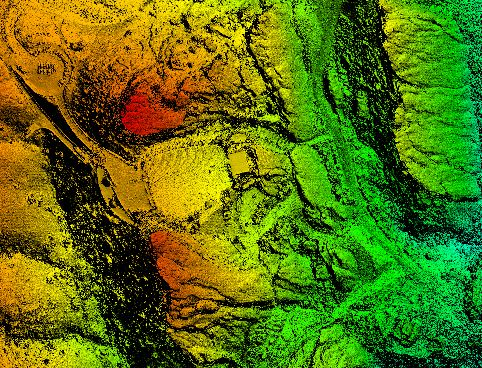
Model digital de elevatie - Amfiteatru roșu roșu, Colorado obținut folosind un UAV

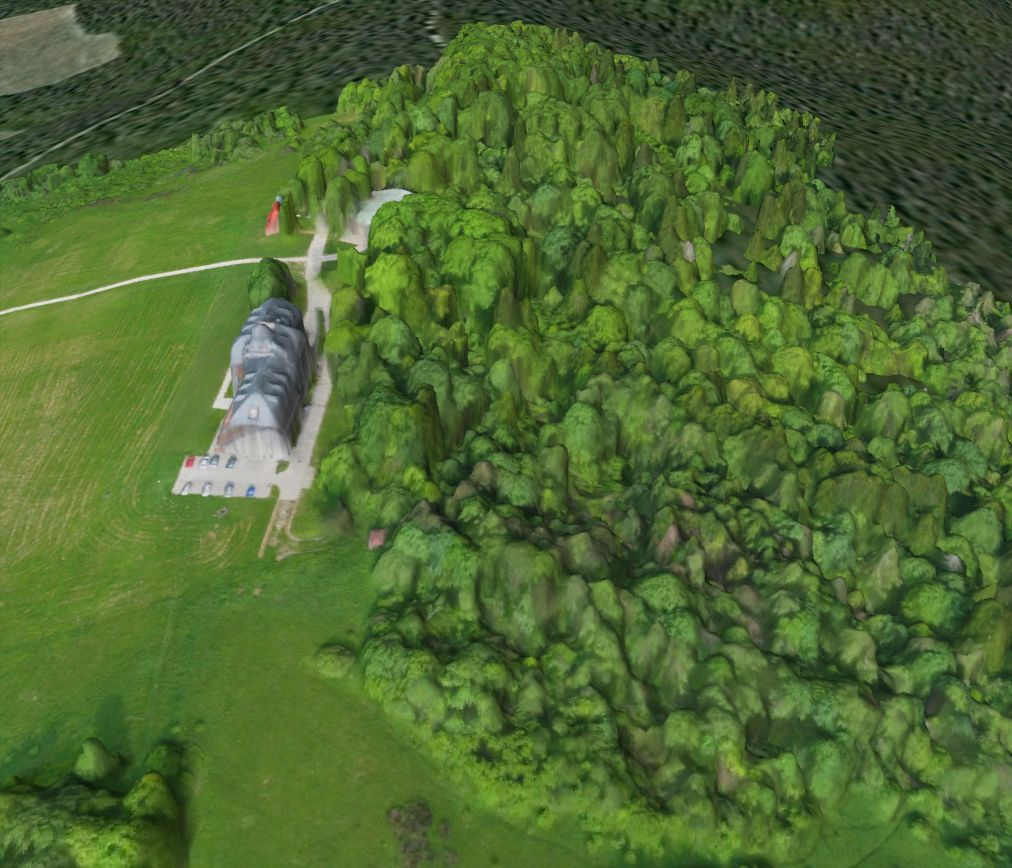
Bezmiechowa Aerodimensional 3D Digital Surface Model obținut folosind Pteryx UAV care zboară 200m deasupra dealului

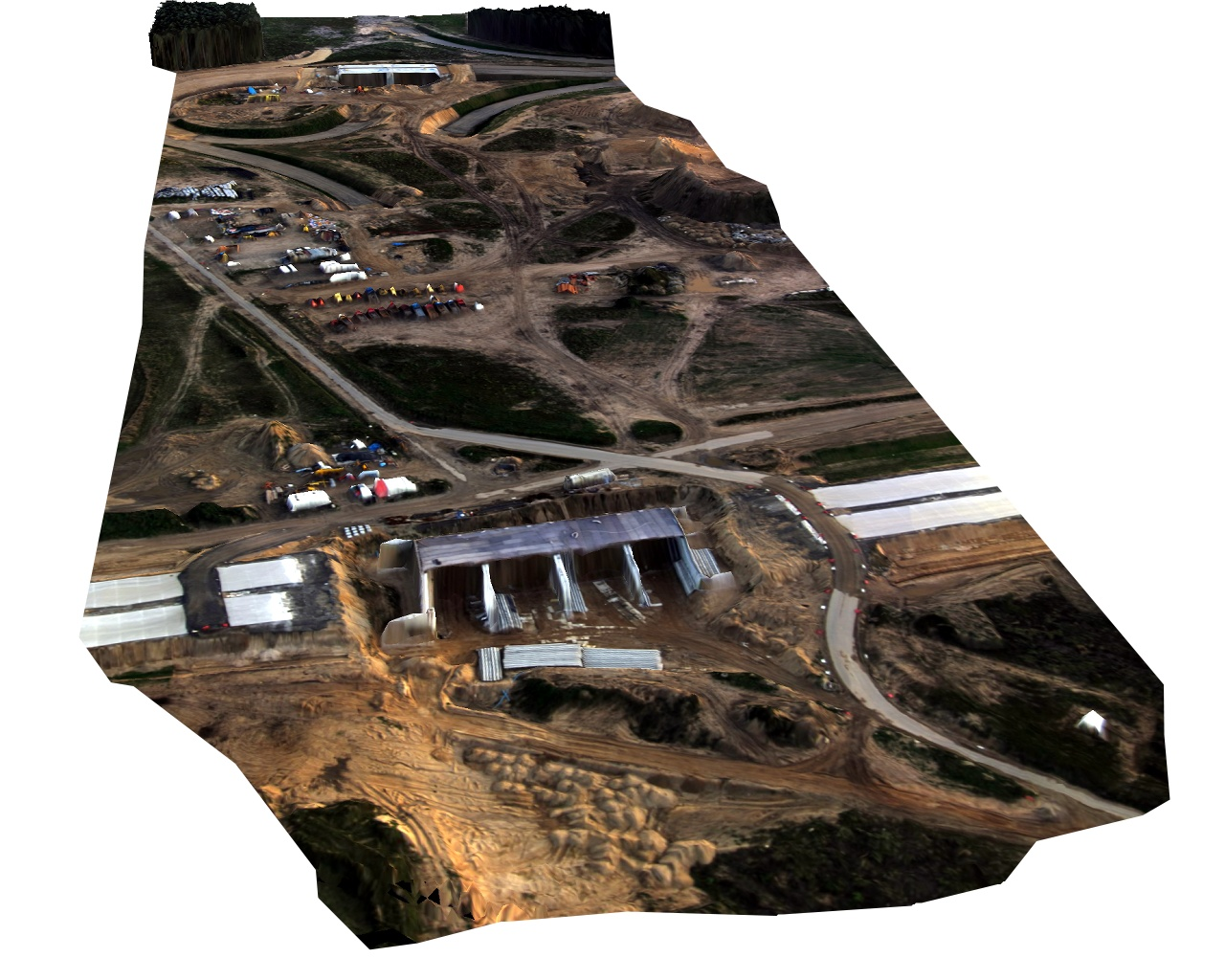
Model de suprafață digitală a șantierului de autostrăzi. Rețineți că tunelurile sunt închise.

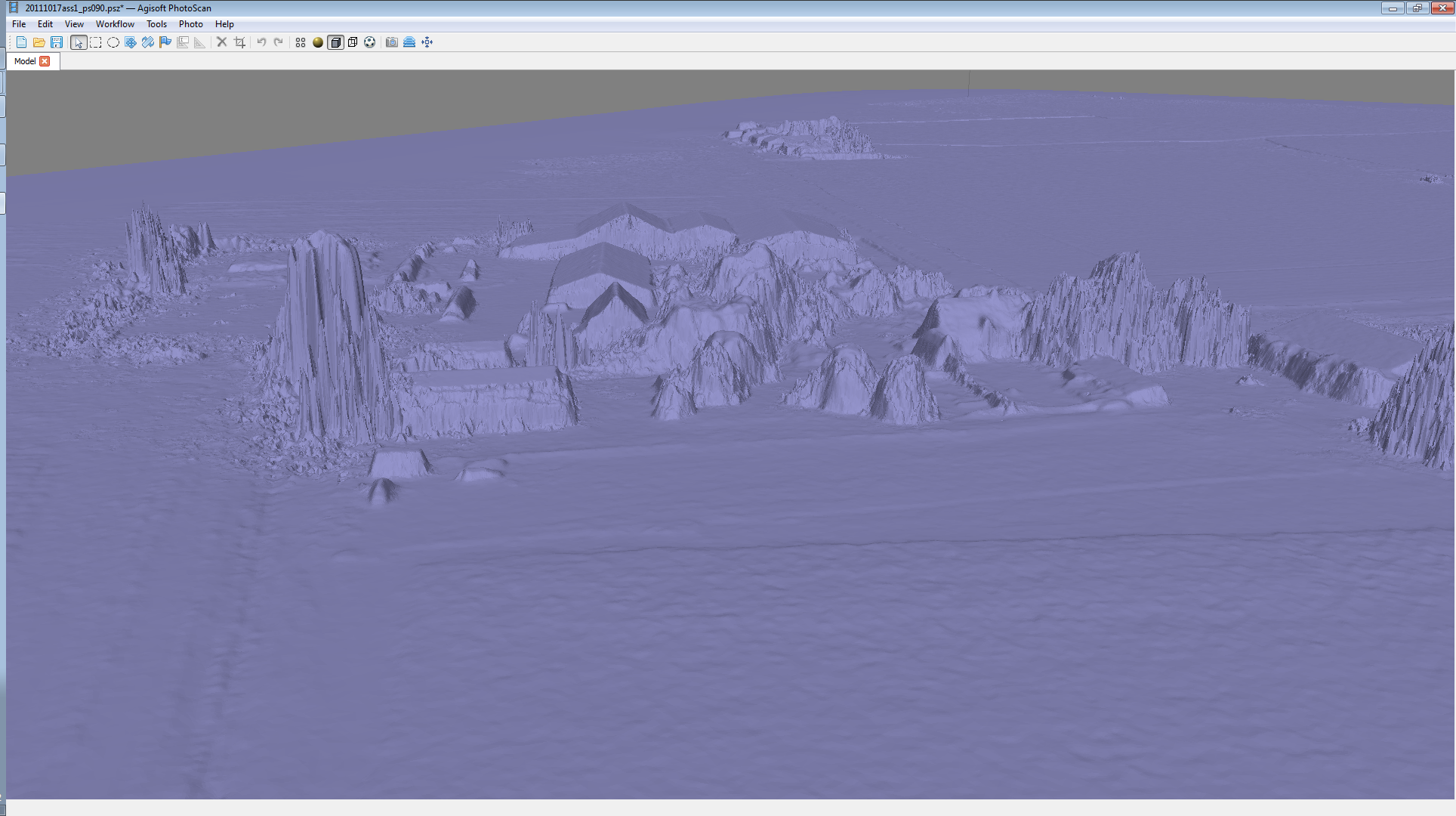
Exemplu DEM arborat cu Gatewing X100 în Assenede

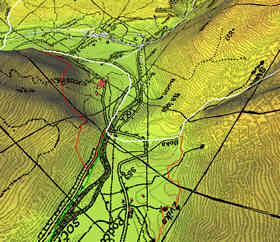
Generator de model digital cu terenuri + texturi (hărți) + vector

- Extragerea parametrilor terenului pentru geomorfologie
- Modelarea fluxului de apă pentru hidrologie sau mișcare de masă (de exemplu avalanșe și alunecări de teren)
- Modelarea umezelii solurilor cu adâncime cartografică până la indici de apă (DTW-index) [20]
- Crearea hărților de relief
- Redarea vizualizărilor 3D .
- Planificare de zbor 3D și TERCOM
- Crearea de modele fizice (inclusiv hărți în relief ridicate)
- Rectificarea fotografiei aeriene sau a imaginilor prin satelit
- Reducerea (corectarea terenului) a măsurătorilor gravitației (gravimetrie, fizică geodezica)
- Analiza terenului în geomorfologie
- Sisteme de informații geografice (GIS)
- Inginerie și proiectare de infrastructură
- Navigare prin satelit (de exemplu GPS și GLONASS )
- Analiza liniei de vedere
- Cartografierea bazelor
- Simulare de zbor
- Agricultura precisă și silvicultura [22]
- Analiza suprafeței
- Sisteme inteligente de transport (ITS)
- Siguranță auto / sisteme avansate de asistență la șofer (ADAS)
- Arheologie

### Statele Unite
Sondajul Geologic al SUA produce Dataset-uri Naționale de Elevație, un DEM fără probleme pentru Statele Unite, Hawaii și Puerto Rico, bazat pe o rezolutie topografică de 7.5' La începutul anului 2006, aceasta înlocuiește formatul caroiaj DEM anterior (un DEM pe harta topografică USGS).  
OpenTopography  este o sursă de acces comunitară bazată în SUA pentru o mare cantitate de date de topografie de înaltă rezoluție pentru SUA 

### Formate de fișiere DEM
- Grilă Atribuită Bathimetrică (BAG)
- DTED
- Baza de date DIMAP Sentinel 1 ESA
- SDTS DEM
- USGS DEM